# Случай с Boeing 747 над Аляской
Случай с Boeing 747 над Аляской, связанный с наблюдением неопознанных летающих объектов (НЛО) произошёл в понедельник 17 ноября 1986 года. Грузовой самолёт Boeing 747-246F авиакомпании JAL Cargo выполнял рейс JL-1628 по маршруту Париж—Кеблавик—Анкоридж—Токио, когда во время перелёта из Кеблавика в Анкоридж при следовании в районе горы Мак-Кинли его экипаж сообщил о трёх НЛО, которые также наблюдались на радарах. В январе 1987 года экипажи ещё двух самолётов сообщили о наблюдении неопознанных летающих объектов в данном регионе.
Событие расследовалось Федеральным управлением гражданской авиации США, что придало ему дополнительную огласку.

## Предшествующие обстоятельства
Boeing 747-246F авиакомпании JAL Cargo выполнял дополнительный грузовой рейс JL-1628 из Парижа в Токио с промежуточными посадками в Кеблавике и Анкоридже; перевозимый груз — крупная партия вина сорта «Божоле». Самолётом управлял экипаж из трёх человек, его состав был таким:
- Командир воздушного судна (КВС) — 47-летний Кэндзю Тэраути (англ. Kenju Terauchi, яп. 寺内謙寿). В прошлом военный лётчик, налетал свыше 10 000 часов[1].
- Второй пилот — 39-летний Таканори Тамэфудзи (англ. Takanori Tamefuji, яп. 為藤隆憲).
- Бортинженер — 33-летний Ёсио Цукуба (англ. Yoshio Tsukuba, яп. 佃善雄).

Перелёт из Парижа в Кеблавик прошёл без отклонений. В Кеблавике экипаж хорошо отдохнул, после чего 17 ноября в 20:42 UTC рейс 1628 вылетел в Анкоридж. Данный этап полёта по продолжительности должен был занять 6 часов 20 минут (расчётное время посадки в Анкоридже — 03:02 UTC 18 ноября).
В 16:25 по местному времени (01:25 18 ноября UTC) экипаж доложил диспетчеру в Центре управления воздушным движением в Анкоридже о прохождении контрольной точки Эдмонтон. Закат был примерно в 16:15, небо постепенно темнело и лишь на западе ещё была вечерняя заря. Полёт проходил на эшелоне FL350 (10 650 метров) с приборной скоростью 900-910 км/ч под контролем автопилота.

## В небе над Аляской

### Два объекта
В 17:05, установив связь с Анкориджем, пилоты рейса 1628 сообщили, что они следуют по воздушному коридору J529 до Форт-Юкона, а затем по коридору J125 через Ненану, Талкитну и Чайгер до Анкориджа. В ответ диспетчер дал указание следовать прямо на Талкитну и передал код ответчика. Чтобы занять новый курс, экипаж стал выполнять левый доворот и вдруг заметил странное свечение. Когда лайнер выровнялся после поворота, командир увидел огни и решил, что это другой самолёт. Данные огни находились примерно на 30° правее рейса 1628 и на 600 метров ниже, при этом следуя в том же самом направлении и с такой же высокой скоростью (900—910 км/ч). Так как в данном регионе было несколько военных аэродромов, в том числе Элмендорф-Ричардсон и Эйлсон, то экипаж решил, что перед ними летят либо два истребителя, либо другой военный самолёт, так как ещё во время связи с Анкориджем они никаких огней не видели.
Прошло 14 минут, а огни не меняли своего положения относительно Boeing 747. Командир рейса 1628 дал указание второму пилоту связаться с диспетчером и уточнить, кто летит рядом с ними.
| 17:19:15 | JL-1628        | Анкоридж-центр, это Джапан Эйр шестнадцать двадцать восемь. Есть ли у вас трафик на семь часов впереди? (Второй пилот перепутал и на самом деле спросил, есть ли кто-нибудь за ними)                              |
| 17:19:32 | Анкоридж-центр | Джапан Эйр шестнадцать двадцать восемь тяжёлый, ответ отрицательный. |
| 17:19:36 | JL-1628        | Джапан Эйр шестнадцать двадцать восемь, понял. Но мы наблюдаем два объекта, примерно в одной миле перед нами. |
| 17:21:19 | Анкоридж-центр | Джапан Эйр шестнадцать двадцать восемь тяжёлый, сэр, вы можете определить тип самолёта? Вы можете уточнить — он военный или гражданский?                                                                          |
| 17:21:35 | JL-1628        | Джапан Эйр шестнадцать двадцать восемь. Мы не можем определить его тип, но наблюдаем навигационные огни и стробоскопы.                                                                                            |
| 17:21:48 | Анкоридж-центр | Понял, сэр. Скажите цвет стробоскопа и сигнальных огней |
| 17:21:56 | JL-1628        | Цвет? Белый и жёлтый, я думаю. |
| 17:23:37 |                | (Диспетчер в Анкоридже связался со своим коллегой в военном региональном оперативно-командном центре (ROCC) и уточнил, наблюдаются ли на первичном радиолокаторе ещё объекты в 65 километрах к югу от Форт-Юкона) |
| 17:25:02 | Анкоридж-центр | Джапан Эйр шестнадцать двадцать восемь тяжёлый, понял. Сэр, я засёк сигнал на радаре примерно в пяти милях от вас на шесть часов (за самолётом). Вы подтверждаете?                                                |
| 17:25:12 | JL-1628        | Ответ отрицательный. На одиннадцать часов (30° слева по курсу) в 8 милях на такой же высоте. |

Затем в 17:25:43 военные диспетчеры в переговорах с гражданскими уточнили, что наблюдали первичный сигнал рядом с авиалайнером, но есть вероятность ошибки. В ответ их попросили перепроверить данные, а также ещё раз уточнить, есть ли в данном регионе военные самолёты. Военные сообщили, что их самолётов там быть не может, после чего спросили ещё раз код ответчика рейса 1628. На это в Анкориджском центре УВД сказали, что тоже заметили засветку перед самолётом слева по курсу примерно на 60°.
Как утверждали пилоты, диспетчеры даже несколько раз уточняли, какая сейчас в районе полёта облачность, так как подозревали, что экипаж мог быть введён в заблуждение облаками, которые отражали свет наземных лучей или даже расположенных впереди по курсу полёта городов. Но в тот вечер наблюдались только небольшие слоистые облака близ гор, а на средних и больших эшелонах было ясно. В свою очередь два непонятных огня впереди через некоторое время начали маневрировать, словно играя друг с другом, КВС рейса 1628 даже сравнил их с медвежатами; как позже он расскажет на слушаниях, до этого случая он уже дважды наблюдал НЛО, в том числе один раз в ходе ночного грузового рейса из Тайбэя несколькими годами ранее. Подозревая, что эти странные огни также являются кораблями пришельцев (далее в своём рассказе он часто называл их «космическими кораблями»), командир попросил дать ему сумку с фотоаппаратом, которая лежала в задней части кабины, и выключить весь свет в кабине, чтобы при фотографировании не было отражений на стекле. Фотоаппарат был предназначен прежде всего для пейзажной съёмки и имел автоматическую фокусировку, но при наведении на светящиеся объекты впереди он никак не хотел настраивать фокус, поэтому КВС переключил фокус на ручную настройку и попробовал сделать снимок, но, к его удивлению, затвор не стал закрываться. Самолёт неожиданно начал вибрировать, поэтому командир быстро убрал фотоаппарат обратно в сумку.

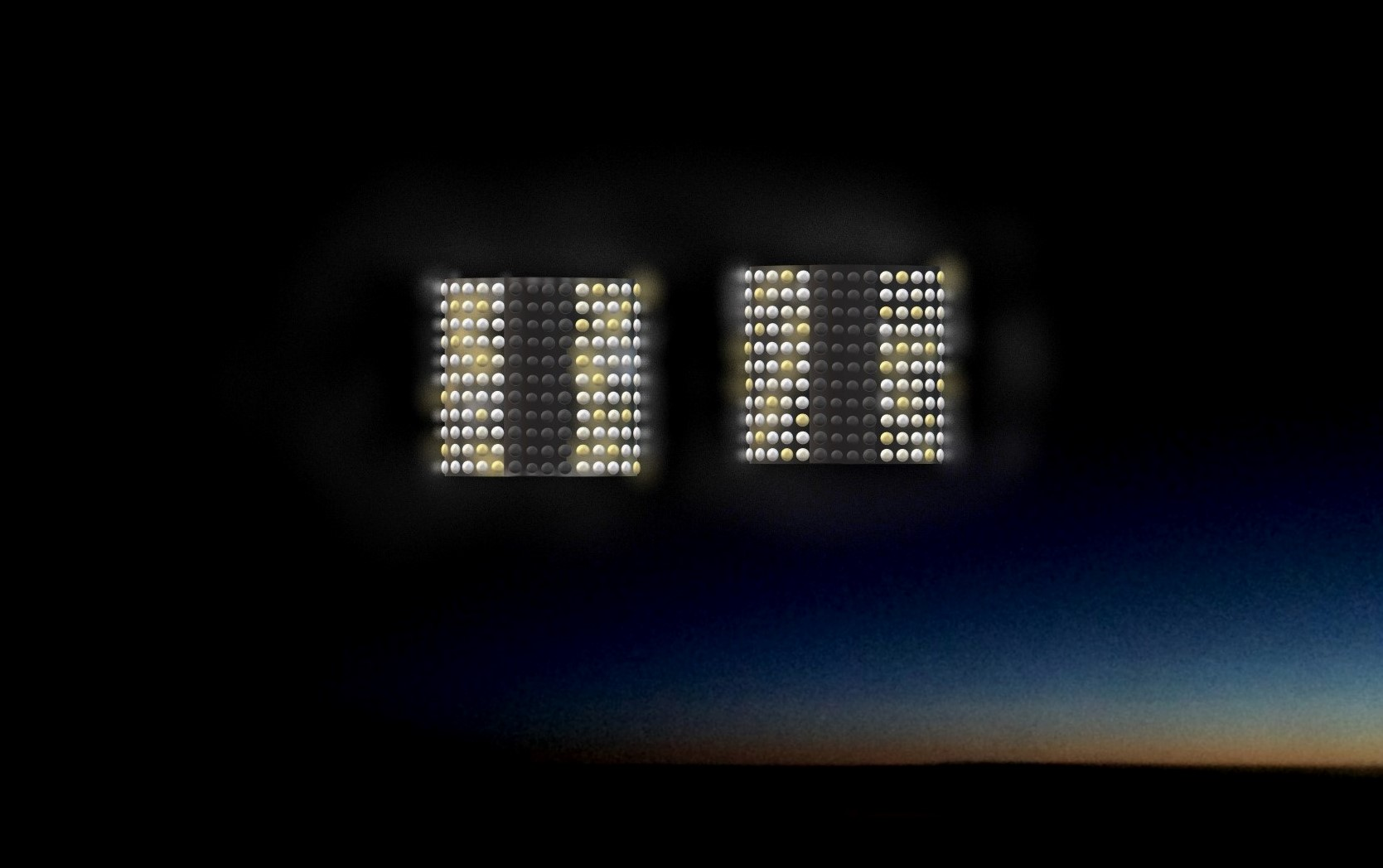
Художественное изображение светящихся объектов согласно описаниям обоих пилотов

Прошло ещё примерно 7 минут, как экипаж стал внимательно следить за огнями, когда те во время одного из манёвров неожиданно застыли перед самолётом и кабину экипажа внутри озарил яркий свет, причём пилоты даже почувствовали тепло на коже. От внезапности ситуации все трое в кабине были в шоке и просто молча наблюдали; об этом манёвре диспетчеру ничего не сообщалось, тем более что связь на 10—15 минут начала работать с сильными помехами. Позже при слушаниях КВС выдвинул версию, что космолёты применили обратную тягу для погашения высокой скорости, что и привело к яркому свету. Объекты теперь летели лишь в 150—300 метрах перед самолётом и едва выше его; они были квадратной формы, размером примерно с фюзеляж авиалайнера Douglas DC-8 (имеет диаметр 3,7 м). Обращённые к кабине стороны были покрыты большим числом «сопел», причём центральная часть была темнее. Из «сопел» периодически вырывались огоньки разной интенсивности, словно корабли за счёт этих тяговых импульсов выдерживали направление и скорость, причём управление будто вела автоматика. Экипаж при этом не чувствовал угроз или страха, так как объекты никак не дрожали; относительно Boeing 747 НЛО были совершенно неподвижны. За исключением помех с радиосвязью, остальное оборудование на борту работало исправно. Спустя 3—5 минут объекты плавно отдалились, оставаясь в положении 40° левее относительно рейса 1628.
Когда объекты отдалились от лайнера, связь снова стала нормально работать, и поэтому экипаж, связавшись с диспетчером в Анкоридже, сообщил, что видит свет на «10 часов» относительно самолёта, после чего спросил, наблюдается ли что-нибудь рядом с ними на радаре. Но диспетчер передал, что ничего не видит, поэтому КВС, оценив расстояние до НЛО как относительно небольшое, выставил на бортовом цифровом радиолокаторе диапазон в 32 километра, после чего увидел на экране в 13—15 километрах в положении на «10 часов» большой круглый объект, причём на цветном экране он был зелёного цвета, тогда как самолёты обычно отображаются красным; позже следователи выдвинули версию, что на экране на самом деле было видно облако, на что командир рейса 1628 сказал, что облака на радиолокаторе отображаются светло-зелёным цветом. Экипаж ещё раз спросил у диспетчера, видит ли тот какие-нибудь посторонние объекты на своём радаре, уточнив, что на бортовом радаре они отображаются, но и на этот раз ответ был отрицательным. Во время этого сеанса связи НЛО стали двигаться влево и немного вниз относительно лайнера, сместившись на угол 30°, после чего исчезли с экрана радиолокатора, однако продолжали наблюдаться визуально, хотя на сей раз это было затруднено.

### Третий объект

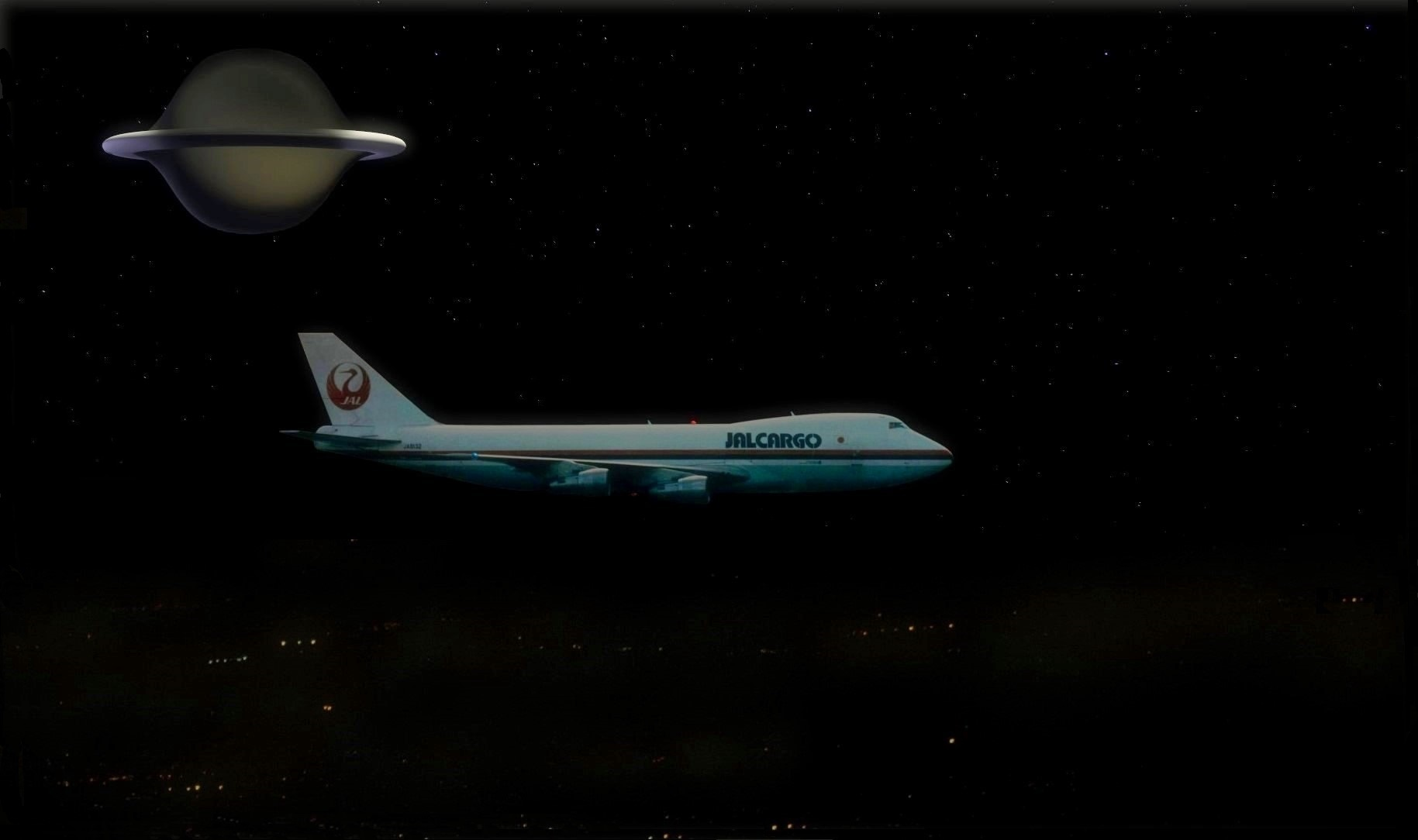
Рейс JL-1628 и большой объект за ним. Художественное изображение на основе показаний КВС (на картинке изображён борт JA8132)

На юго-западе у самого горизонта в это время была тонкая красная полоска, которая давала чуть-чуть света, а по диагонали справа виднелся Форт-Юкон, но на восточной части небосвода была уже сплошная тьма, поэтому КВС не мог понять — два огня слева являются теми же НЛО, которые ранее находились перед самолётом или другими?. Впереди наблюдались огни Фэрбанкса и авиабазы Эйлсон, когда командир, глянув в окно, вдруг увидел, как в горах позади показались два ярких огня. Он решил сперва, что это ещё два НЛО, на что тут же задался вопросом: Что они делают у самой земли?, но затем он осознал, что ошибся; огни в горах на самом деле являлись насосной станцией Трансаляскинского нефтепровода. Когда рейс 1628 подлетел ближе к Фэрбанксу, то благодаря городским огням КВС смог осмотреть пространство слева от самолёта и неожиданно увидел в небе силуэт большого круглого объекта зеленоватого цвета, причём он был настолько огромен, что пилот оценил его размер в два раза больше авианосца.
| 17:30:56 | JL-1628         | Я думаю, здесь очень большой самолёт. |
| 17:31:48 | Анкоридж-центр  | (к диспетчеру в аэропорту Фэрбанкс) Вы наблюдаете первичный объект правее этого самолёта? |
| 17:31:58 | Фэрбанкс        | Э-э-э, нет. Он единственный, кого я там вижу. |
| 17:32:04 | Анкоридж-центр  | (к диспетчеру в Фэрбанксе) Если увидите рядом с ним первичный объект, то не спускайте с него глаз. Он должен быть ещё на три пять ноль.                                                                 |
| 17:32:05 | Фэрбанкс        | Ладно, очень хорошо. Мы наблюдаем. |
| 17:32:07 | JL-1628         | Джапан Эйр шестнадцать двадцать восемь, запрос на снижение. |
| 17:32:20 | JL-1628         | Джапан Эйр шестнадцать двадцать восемь, запрос три один ноль. |
| 17:32:25 | Анкоридж-центр  | Джапан Эйр шестнадцать двадцать восемь тяжёлый, понял. Запрашиваю высоту полёта три один ноль. |
| 17:32:41 | Анкоридж-центр  | Джапан Эйр шестнадцать один, то есть шестнадцать двадцать восемь тяжёлый, снижение по усмотрению пилота до эшелона три один ноль.                                                                       |
| 17:32:45 | JL-1628         | Покидаю три пять ноль до три один ноль. |
| 17:32:58 | Анкоридж-центр  | Джапан Эйр шестнадцать двадцать восемь тяжёлый, возле вас всё ещё есть трафик? |
| 17:33:00 | JL-1628         | До сих пор. Можно уйти вправо с курса? |
| 17:34:52 | Анкоридж-центр  | Джапан Эйр шестнадцать двадцать восемь тяжёлый, поймите, что вы сейчас должны проследовать над Фэрбанксом.                                                                                              |
| 17:34:56 | JL-1628         | Понимаю… Запрашиваю курс два один ноль (210°). |
| 17:35:02 | Анкоридж-центр  | Джапан Эйр шестнадцать двадцать восемь тяжёлый, понял. Отклонение одобрено по необходимости из-за трафика.                                                                                              |
| 17:35:24 | Анкоридж-центр  | (к диспетчеру в Фэрбанксе) Подход, ответьте Центру по шестьдесят первой линии. |
| 17:35:27 | Фэрбанкс-подход | Подход. |
| 17:35:30 | Анкоридж-центр  | Посмотрите по своему радару. У нас там Джапан Эйр шестнадцать двадцать восемь и он отклоняется. Он примерно в пяти милях к северу от Фэрбанкса, ответчик один пять пять ноль.                           |
| 17:35:39 | Анкоридж-центр  | Есть ли у вас рядом с ним какой-нибудь трафик? Он видит трафик, поэтому отклоняется от курса. |
| 17:35:44 | Фэрбанкс-подход | Я там не вижу ничего, кроме его, его засветки. |
| 17:36:12 | JL-1628         | Анкоридж-центр, Джапан Эйр шестнадцать двадцать восемь запрашивает напрямую до Талкитны. |
| 17:36:18 | Анкоридж-центр  | Джапан Эйр шестнадцать двадцать восемь тяжёлый, разрешается напрямую до Талкитны и сообщите мне ваше положение относительно вашего трафика.                                                             |
| 17:36:24 | JL-1628         | Положение всё то же. |
| 17:36:37 | Анкоридж-центр  | Джапан Эйр шестнадцать двадцать восемь тяжёлый, сэр, я попрошу вас сделать правый поворот на три шесть ноль градусов. Поворот на триста шестьдесят градусов. И сообщите мне о действиях вашего трафика. |
| 17:36:47 | JL-1628         | Правый поворот, триста шестьдесят. |

Командир рейса 1628 сперва решил уйти вниз от огромного объекта, поэтому и запросил снижение до эшелона FL310, что диспетчер одобрил. Однако НЛО следовал непрерывно рядом, поэтому с рейса 1628 запросили разрешение изменить курс, на что диспетчер не сразу, но также дал разрешение. Так как автопилот изменяет курс относительно медленно, пилоты отключили его и выполнили правый поворот с крутым креном до 30°. Но когда крылья вернулись в горизонтальное положение, КВС, глянув назад, убедился, что их «сосед» всё ещё рядом. В топливных баках самолёта при этом оставалось лишь 1723 килограмма авиатоплива, поэтому экипаж запросил прямой курс на Талкитну, чтобы кратчайшим путём следовать на Анкоридж. В 17:37:23 военные ещё раз подтвердили, что никаких их самолётов в данном регионе нет.
| 17:37:55 | Анкоридж-центр | Джапан Эйр шестнадцать двадцать восемь тяжёлый, сэр, а ваш трафик всё ещё остаётся с вами?                                                                                         |
| 17:38:00 | JL-1628        | [нрзб] сейчас посмотрю. |
| 17:39:01 | Анкоридж-центр | Джапан Эйр шестнадцать двадцать восемь, повторите. |
| 17:39:04 | JL-1628        | Он исчез. Джапан Эйр шестнадцать двадцать восемь. |
| 17:39:58 | ROCC           | Эй, их там снова два. На другом нормальном оборудовании мы бы даже определили размер второго относительно вашего один пять пять ноль. А так только первичный сигнал.               |
| 17:40:05 | Анкоридж-центр | Окей, он его преследует? |
| 17:40:07 | ROCC           | Похоже, что так и есть. Да. |
| 17:40:10 | Анкоридж-центр | Джапан Эйр шестнадцать двадцать восемь тяжёлый, приём. На ваше усмотрение следуйте на Талкитну. Джей один два пять до Анкориджа.                                                   |
| 17:40:23 | Анкоридж-центр | Джапан Эйр шестнадцать двадцать восемь, приём. Военные сообщают, что наблюдают на радаре первичную засветку, которая сейчас движется вслед за вами.                                |
| 17:40:24 | Анкоридж-центр | (военным) Окей, у вас есть кто-нибудь, кто может туда забраться? |
| 17:40:30 | ROCC           | Я сообщу. Мы сейчас поговорим об этом, сэр. |
| 17:40:35 | Анкоридж-центр | Джапан Эйр шестнадцать двадцать восемь тяжёлый. Военные сообщают, что засекли на радаре прерывистую первичную засветку, которая сейчас движется вслед за вами. Повторяю — за вами. |
| 17:40:51 | ROCC           | Я собираюсь переговорить с другим радаром. У них есть нормальное оборудование для наблюдения за вашим самолётом.                                                                   |
| 17:40:54 | Анкоридж-центр | Окей. |
| 17:41:13 | Анкоридж-центр | (рейсу 1628) Приём, сэр. Не хотите ли вы, чтобы наши военные поднялись к трафику?                                                                                                  |
| 17:41:17 | JL-1628        | Ответ отрицательный. Ответ отрицательный. |

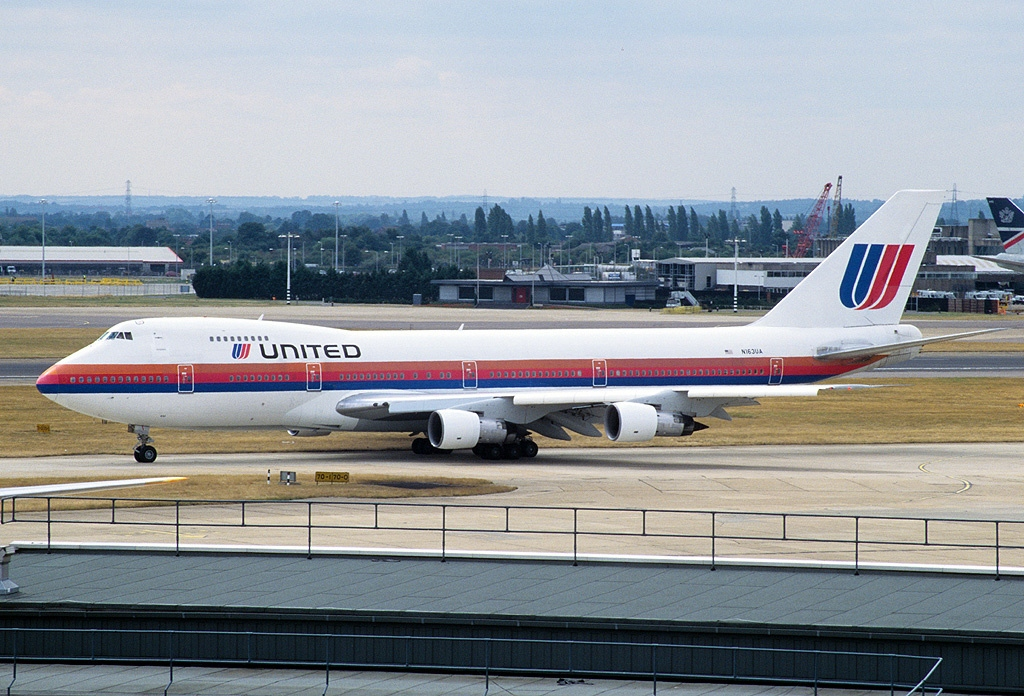
Boeing 747 авиакомпании United Airlines, аналогичный выполнявшему рейс 069

Когда авиадиспетчер предложил, чтобы к самолёту вылетела военная авиация для проверки, что за объект следует рядом, командир сразу вспомнил случай с Мантеллом, закончившийся гибелью пилота, поэтому ответил отказом, так как не хотел повторения трагедии. В 17:42:04 экипаж запросил и получил разрешение снижаться до эшелона FL250 (7600 метров). Тем временем из Анкориджа в сторону Фэрбанкса вылетел пассажирский Boeing 747 авиакомпании United Airlines (рейс UA69) и диспетчер решил попросить пилотов этого рейса проверить наличие подозрительного объекта.
| 17:44:39 | Анкоридж-центр | Юнайтед шестьдесят девять тяжёлый, ответьте Анкориджу. |
| 17:44:41 | UA69           | Продолжайте. Юнайтед шестьдесят девять тяжёлый. |
| 17:44:43 | Анкоридж-центр | Юнайтед шестьдесят девять тяжёлый, сэр, у меня есть самолёт Джапан Эйр семь сорок семь (B747), он сейчас от вас на одиннадцать часов в сто один, поправка, один один ноль миль, и у него есть трафик [нрзб] я буду держать вас в курсе. Когда будете ближе к нему, я хочу чтобы вы посмотрели, находится ли что-то рядом с ним. |
| 17:45:04 | UA69           | Окей, мы поищем. |
| 17:45:49 | Анкоридж-центр | Юнайтед шестьдесят девять тяжёлый. От вас на одиннадцать часов в один ноль ноль миль в южном направлении Джапан Эйр семь сорок семь. Он находится на эшелоне три один ноль. Говорит, что трафик от него на девять часов на той же высоте.                                                                                       |
| 17:46:06 | UA69           | Мы посмотрим. А пока ничего не видно. |
| 17:46:59 | Анкоридж-центр | Джапан Эйр шестнадцать двадцать восемь тяжёлый, приём. Я попрошу самолёт Юнайтед подлететь к вам поближе и посмотреть, чтобы он смог определить ваш трафик. |
| 17:47:06 | JL-1628        | Спасибо! |
| 17:47:09 | Анкоридж-центр | Юнайтед шестьдесят девять тяжёлый, поворот на десять градусов влево. Это радарный вектор, чтобы увидеть трафик. |
| 17:48:31 | Анкоридж-центр | Джапан Эйр шестнадцать двадцать восемь тяжёлый, сообщите положение вашего трафика. |
| 17:48:34 | JL-1628        | Сейчас… движется в десяти милях…. Новое положение: на семь-восемь часов в десяти милях. |
| 17:48:52 | Анкоридж-центр | Джапан Эйр шестнадцать двадцать восемь тяжёлый, понял. |
| 17:49:52 | Анкоридж-центр | Юнайтед шестьдесят девять тяжёлый, Джапан Эйр сообщает, что трафик от него от семи до восьми часов в один ноль миль попутно. |
| 17:50:00 | UA69           | Окей, мы посмотрим. |
| 17:50:05 | UA69           | Почему бы вам не подвести нас поближе. |
| 17:50:07 | Анкоридж-центр | Юнайтед шестьдесят девять тяжёлый, понял. Тогда ещё на десять градусов левее. |
| 17:51:32 | UA69           | Центр, это Юнайтед шестьдесят девять. Силуэт японского авиалайнера вырисовывается на фоне светлого неба, но вокруг него я вообще никого не вижу. Я наблюдаю его инверсионный след, но других самолётов точно нет. Вы его видите?                                                                                                |
| 17:51:49 | Анкоридж-центр | Юнайтед шестьдесят девять тяжёлый, ответ отрицательный, сэр. У нас было лишь несколько случайных засветок рядом, но чёткого сигнала от него нет. |

По утверждению командира японского лайнера, они пролетали с восточной стороны горы Мак-Кинли, когда вдалеке показался самолёт United Airlines. Экипаж американского лайнера попросил пилотов рейса 1628 включить посадочные огни, чтобы лучше их увидеть, что и было выполнено. Когда же встречный самолёт подлетел совсем близко, странный объект сразу исчез и больше не появлялся. Рейс 1628 в этот момент находился в 120,7 километрах севернее Талкитны и в 280 километрах от Анкориджа; странные объекты сопровождали самолёт около 50 минут.
В 18:23 рейс JL-1628 благополучно приземлился в аэропорту Анкориджа.

## Выводы FAA
Расследованием данного случая занималось Федеральное управление гражданской авиации США (FAA), которое, проанализировав данные, пришло к мнению, что диспетчеры на самом деле не наблюдали никакого второго объекта около самолёта. Дело в том, что возможна ситуация, когда сигнал с ответчика самолёта и первичный сигнал от него же отображаются на экране радиолокатора с некоторым смещением, как будто есть ещё один летательный аппарат. Такие случаи неоднократно наблюдались ранее и опытные диспетчеры должны быть с ними знакомы. В данном же случае отображение ложного первичного сигнала совпало с докладом от экипажа, что рядом с самолётом наблюдаются посторонние объекты, что и сбило диспетчеров с толку.